# Томашівська сільська рада (Недригайлівський район)
Томаші́вська сільська́ ра́да — колишній орган місцевого самоврядування в Недригайлівському районі Сумської області. Адміністративний центр — село Томашівка.

## Загальні відомості
- Населення ради: 1 581 особа (станом на 2001 рік)

## Населені пункти
Сільській раді підпорядковані населені пункти:
- с. Томашівка
- с. Беседівка
- с. Закроівщина
- с. Коритище
- с. Косенки

## Склад ради
Рада складається з 16 депутатів та голови.
- Голова ради: Коломієць Андрій Миколайович
- Секретар ради: Нелин Тетяна Сергіївна

### Керівний склад попередніх скликань
| Прізвище, ім'я, по батькові | Основні відомості                                                         | Дата обрання | Дата звільнення |
| --------------------------- | ------------------------------------------------------------------------- | ------------ | --------------- |
| Циганій Василь Васильович   | Сільський голова, 1953 року народження, освіта вища, безпартійний         | 26.03.2006   | 31.10.2010      |
| Циганій Василь Васильович   | Сільський голова, 1953 року народження, освіта вища, член Партії регіонів | 31.10.2010   |                 |

Примітка: таблиця складена за даними сайту Верховної Ради України